# Cmentarz Kalwaryjski w Borysowie
Cmentarz Kalwaryjski w Borysowie – katolicka nekropolia znajdująca się w Borysowie na przedmieściu Kalwaria, 5 km od centrum miasta. 
Cmentarz powstał na początku XIX wieku, gdy zaczęto stawiać nagrobki koło katolickiej kaplicy. Do najlepiej zachowanych grobów polskich należą nagrobki Marii Mickiewicz oraz rodziny Łuńskich. Jako śmietnik używany jest z kolei wykonany z żeliwa pomnik rodziny Jakowickich. 